# علي فخرو
علي محمد الفخرو طبيب وأديب وسياسي بحريني، تولى سابقاً منصبي وزير الصحة بمملكة البحرين في الفترة من 1971- 1982، ووزير التربية والتعليم في الفترة من 1982- 1995. كما عمل سفير لمملكة البحرين في كل من فرنسا، بلجيكا، اسبانيا، وسويسرا، ولدى اليونسكو.

## حياته
ولد في العشرينيات لأب قطري وهو الوجيه محمد بن عبد الرحمن الملقب بـ«نص الدنيا» وأم بحرينية وهي بنت «يوسف العود» يوسف بن عبد الرحمن آل فخرو وكلاهما ينتميان لأسرة آل فخرو. توفيت والدته وهو في سن الأثني عشر عاما فعاش مع أخواله في البحرين، حصل على بعثة حكومية من البحرين للدارسة في الجامعة الأمريكية في بيروت ليصبح أول طبيب في تاريخ البحرين، ليعود ويعيين في لجنة الدستور آنذاك.
شغل عدة مناصب في مسيرته المهنية فكان رئيس جمعية الهلال الأحمر البحريني سابقا، وعضو سابق المكتب التنفيذي لمجلس وزراء الصحة العرب، وعضو سابق للمكتب التنفيذي لمنظمة الصحة العالمية، وعضو مجلس أمناء مؤسسة دراسات الوحدة العربية، وعضو مجلس أمناء مؤسسة دراسات فلسطينية. وعضو مجلس إدارة جائزة الصحافة العربية المكتوبة والمرئية في دبييشغل حاليا عضو اللجنة الاستشارية للشرق الأوسط بالبنك الدولي، وعضو في لجنة الخبراء لليونسكو حول التربية للجميع، عضو في مجلس أمناء الجامعة العربية المفتوحة، ورئيس مجلس أمناء مركز البحرين للدراسات والبحوث.